# 宫晶堃
宫晶堃（1958年9月—），山东莱阳人，中华人民共和国政治人物。
毕业于沈阳机电学院电机系。后攻读上海复旦大学研究生，之后供职于哈尔滨电机厂有限责任公司。2006年，担任哈尔滨电气集团董事长。2015年1月，担任黑龙江省政协副主席。2023年1月14日，卸任黑龙江省政协副主席职务。